# Primera capilla evangélica de Cáceres
La primera capilla evangélica de Cáceres fue un templo de cristianos protestantes que se instaló a finales de 1903 en la calle del Barrio Nuevo n.º 88 de dicha ciudad española. Fue la primera congregación protestante que se estableció en Extremadura, aunque tuvo una duración muy limitada en el tiempo debido al acoso al que le sometieron los vecinos católicos del barrio.

## Datos históricos
Para ello, un reducido grupo de «misioneras inglesas» habilitaron la vivienda, lo que contó con la necesaria licencia municipal. Pero la oposición ciudadana de la época acabó imposibilitando tal uso del inmueble y las promotoras abandonaron definitivamente el proyecto:

En la calle del Barrio Nuevo núm. 88, se ha establecido una capilla protestante.

En ella, no hay pastor hasta el presente; todas son pastoras, […]

Μas aunque instaladas al amparo de la ley, les es difícil oficiar porque es tal la asonada que a diario produce la turbamulta de muchachos y mozuelos del barrio y sus contornos que hasta los vecinos han tenido que recurrir a la prensa y las autoridades para que acallen el escándalo cotidiano que tan profundamente altera el sosiego público, impropio de un pueblo culto.

«Crónica regional». Revista de Extremadura (Cáceres) VI: 187-188. 1 de enero de 1904.

Medio siglo después, el Conde de Canilleros apostilla:

El ridículo y la repulsa del vecindario dieron al traste con los protestantes, que abandonaron la capital para ir al pequeño pueblo de Ibahernando.

## Otras comunidades evangélicas en Extremadura
Bien que en distinto grado y con distinta fortuna, le seguirán en el tiempo las «congregaciones históricas», puntos de misión y grupos evangélicos de Badajoz (1904), Cilleros, Ibahernando (1908), Miajadas, Santa Amalia (ambas hacia 1911), Santa Cruz de la Sierra (activo a comienzos de 1909) o Zarza de Montánchez.

## Hemerografía
«Crónica regional». Revista de Extremadura: Ciencia y Arte (Cáceres) VI: 187-188. 1 de enero de 1904.

KALL d'ERÓN (24 de mayo de 1904). «La propaganda protestante en Extremadura». Noticiero Extremeño (Badajoz) (59).

C. (26 de febrero de 1909). «Béjar al día». El Lábaro: diario independiente (Salamanca) (3613): 2.

ESCOBERO, Toñi (26 de septiembre de 2006). «Sede de cuatro confesiones». El Periódico Extremadura (Cáceres): 15.